# رایسا کورویاکووا
رایسا کورویاکووا (انگلیسی: Raisa Kurvyakova؛ زادهٔ ۱۵ سپتامبر ۱۹۴۵) بازیکن بسکتبال اهل شوروی بود.